# Бредешть (Алба)
Бредешть, Бредешті (рум. Brădești) — село у повіті Алба в Румунії. Входить до складу комуни Римец.
Село розташоване на відстані 294 км на північний захід від Бухареста, 29 км на північ від Алба-Юлії, 50 км на південь від Клуж-Напоки.

## Населення
За даними перепису населення 2002 року у селі проживали 49 осіб, усі — румуни. Усі жителі села рідною мовою назвали румунську.